# Kentarō Yoshida
Kentarō Yoshida (japanisch 吉田 賢太郎 Yoshida Kentarō; * 5. Oktober 1980 in der Präfektur Saga) ist ein ehemaliger japanischer Fußballspieler.

## Karriere
Yoshida erlernte das Fußballspielen in der Schulmannschaft der Tokai University Daigo High School. Seinen ersten Vertrag unterschrieb er 1999 bei den Kyoto Purple Sanga. Der Verein spielte in der höchsten Liga des Landes, der J1 League. Am Ende der Saison 2000 stieg der Verein in die J2 League ab. 2001 wurde er mit dem Verein Meister der J2 League. Für den Verein absolvierte er sieben Spiele. 2002 wechselte er zum Ligakonkurrenten Mito HollyHock. Für den Verein absolvierte er 59 Spiele. 2005 wechselte er zum Drittligisten Tochigi SC. Für den Verein absolvierte er 66 Spiele. Danach spielte er bei den Matsumoto Yamaga FC. Ende 2008 beendete er seine Karriere als Fußballspieler.